# Terebinto
Pistacia terebinthus é uma espécie de planta com flor pertencente à família Anacardiaceae. 
A autoridade científica da espécie é L., tendo sido publicada em Species Plantarum 1025. 1753.
Os seus nomes comuns são terebinto ou cornalheira. É nativa da região mediterrânica desde Marrocos, Espanha e Portugal e Ilhas Canárias a ocidente, até à Turquia e Síria a oriente.
Trata-se de uma pequena árvore ou grande arbusto decíduo que pode atingir os 10 metros de altura. As folhas são compostas, com 10 a 20 cm de comprimento. As flores são de cor púrpura avermelhada, aparecendo com as folhas novas no começo da primavera. O fruto consiste de pequenas drupas globulares com 5 a 7 mm de comprimento, de cor vermelha a negra quando maduro. Todas as partes da planta têm um forte odor resinoso.
É utilizada como fonte de terebintina, e possivelmente a mais antiga fonte deste composto.

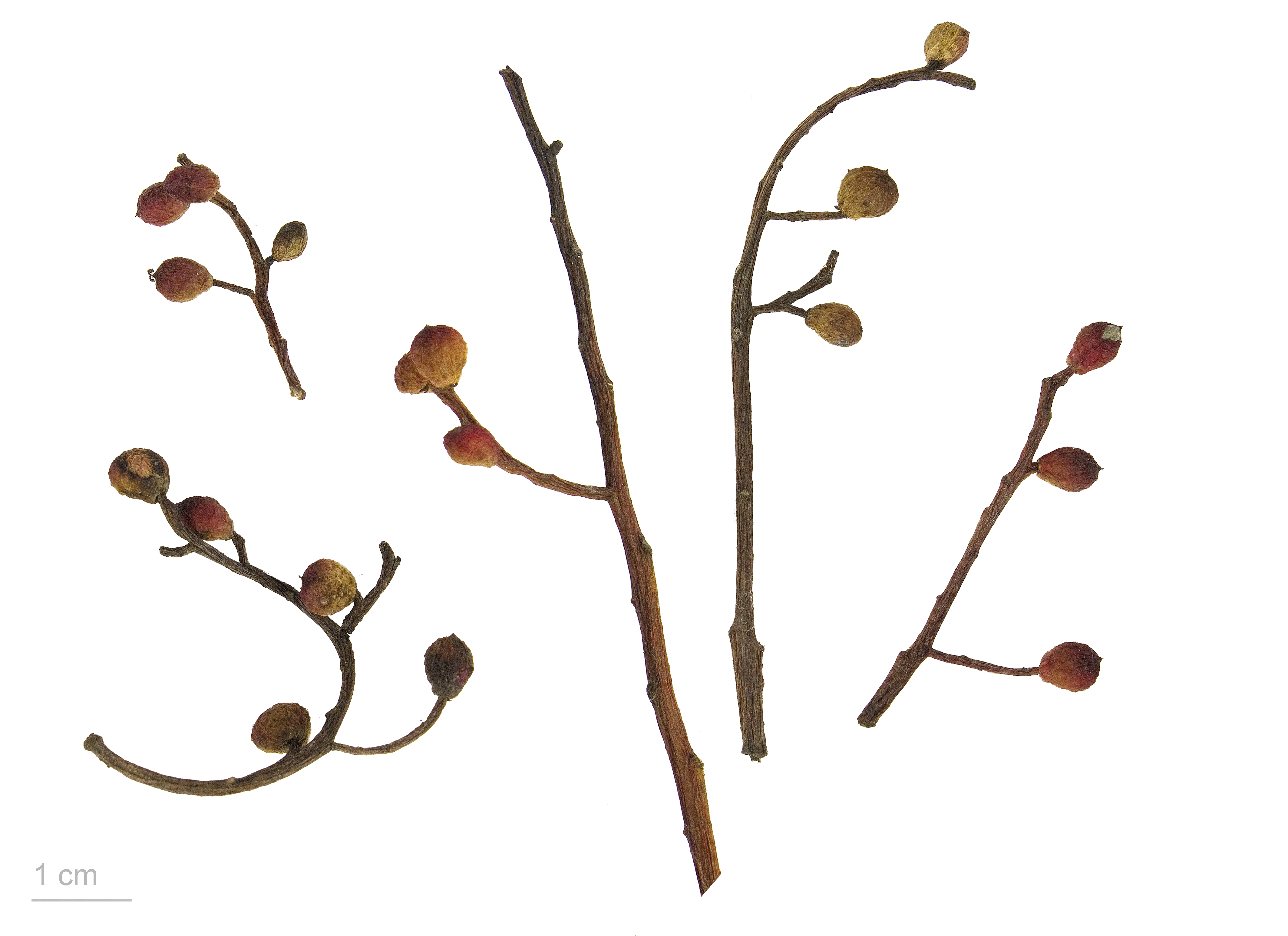
Pistacia terebinthus - MHNT

## Portugal
Trata-se de uma espécie presente no território português, nomeadamente em Portugal Continental.
Em termos de naturalidade é nativa da região atrás referida.

## Protecção
Não se encontra protegida pela legislação portuguesa ou pela da Comunidade Europeia.